# El príncep Baltasar Carlos amb un nan
El príncep Baltasar Carlos amb un nan és un quadre pintat per Diego Velázquez el 1631 que es conserva al Museu de Belles Arts de Boston.

## Descripció
Es tracta probablement de la primera obra que va realitzar després del seu primer viatge d'Itàlia i també és el primer retrat del príncep hereu  Baltasar Carlos fill de Felip IV i Isabel de Borbó.
En aquest retrat el príncep apareix vestit amb uniforme de capità general, adaptat a la seva condició infantil però incloent la banda, el bastó de comandament que duu a la mà dreta i l'espasa amb empunyadura dorada a la mà esquerra.
El nan porta una poma i un sonall, amb el que cridava l'atenció per anunciar el camí que recorria el príncep. Aquests elements també poden deixar entendre que l'hereu de la monarquia més poderosa d'Europa no necessita joguines sinó instrucció militar i formació per poder governar els seus dominis en un futur.
La posició estàtica del príncep i el dinamisme de la figura del nan fan pensar a alguns especialistes que la figura de Baltasar Carlos seria un quadre, davant del que el seu bufó es gira per contemplar-lo.